# Гамма-глутамилтрансфераза
Гамма-глутамилтрансфераза (ГГТ; синоним — гамма-глютамилтранспептидаза, ГГТП, КФ 2.3.2.2.) — фермент, участвующий в обмене аминокислот. Катализирует перенос гамма-глутамилового остатка с гамма-глутамилового пептида на аминокислоту, другой пептид или, при гидролизе, на воду. Накапливается в основном в почках (уровень ГГТ в 7000 раз выше, чем в сыворотке крови), печени (в 200—500 раз выше) и поджелудочной железе. В клетках локализуется в мембране, лизосомах и цитоплазме.
Патологии, при которых наблюдается повышение уровня ГГТ в крови:
- обструктивные поражения печени,
- внепечёночная обтурация жёлчных протоков,
- цирроз,
- гепатит,
- инфекционный мононуклеоз,
- состояние после пересадки почки,
- гипертироидизм,
- сахарный диабет,
- панкреатит,
- алкоголизм и алкогольная интоксикация,
- рак поджелудочной железы,
- рак предстательной железы,
- гепатома.

## Определение активности γ-глутамилтрансферазы с субстратом L-γ-глутамил-п-нитроанилином
Гамма‑глутамилтрансфераза переносит глутамильный остаток с L‑γ‑глутамил-п‑нитроанилина на дипептидный акцептор, которым является глицилглицин, служащий одновременно и буфером. Концентрацию освобожденного 4‑нитроанилина измеряют колориметрически после остановки реакции подкислением.

## Нормальный уровень ГГТ в крови
У взрослых мужчин — 8—61 МЕ/л, у взрослых женщин — 5—36 МЕ/л. По другим данным: у мужчин — 10,4—33,8 МЕ/л, у женщин — 8,8—22,0 МЕ/л (объясняется использованием разных методик и разного оборудования; в работе ориентируются на внутренние стандарты, устанавливаемые лабораторией, выполняющей исследование).
У детей:
- 1 день — <151 МЕ/л
- 2—5 дней — <185 МЕ/л
- 6 дней — 6 мес — <204 МЕ/л
- 7—12 мес — <34 МЕ/л
- 1—3 года — <18 МЕ/л
- 4—6 лет — <23 МЕ/л
- 7—12 лет — <17 МЕ/л
- 13—17 лет (ж) — <33 МЕ/л
- 13—17 лет (м) — <45 МЕ/л